# ألياغا بتكيم
ألياغا بتكيم (بالتركية: Aliağa GSK) كان فريق كرة سلة تركي للمحترفين تأسس في سنة 1993 يقع مقره في إزمير. كان ينافس في الدوري التركي لكرة السلة. تم حل الفريق في سنة 2014

## أبرز اللاعبين
من أبرز اللاعبين الذين لعبوا معه:
- أوبري كولمان
- فاتح سولاك
- حسين بيشوك
- جاك مكلينتون
- جارفيس هايز
- كاسبارس كمبالا
- مايك جيمس
- كوينتون هوسلي
- تورين فرانسيس
- أوميت سونكول

## وصلات خارجية
- الموقع الرسمي